# Führerreserve
De Führerreserve (vertaald: Officiersreserve) was tijdens de Tweede Wereldoorlog een groep van functieloze militaire officieren (führer), die - in ieder geval formeel - op een nieuw commando zaten te wachten.
De opperbevelen van de verschillende krijgsmachtdelen, de legergroepen (Heeresgruppe) en legers (Armee), hadden elk hun Führerreserve, waarover men naar eigen goeddunken kon beschikken. In de tweede helft van de oorlog kwamen er steeds meer officieren in terecht die als politiek onbetrouwbaar of militair onkundig werden gezien. De leden in het Führerreserve moesten op hun toegewezen stationering verblijven en ter beschikking van hun meerdere staan, maar mochten geen bevelsfuncties uitoefenen. Dit kwam neer op een tijdelijke pensionering met behoud van wedde.
De duur van het verblijf in de reserve kon variëren van enkele dagen (Helmuth Weidling), maanden (Walter Model) tot meerdere jaren (Walther von Brauchitsch), dit nadat het besluit was genomen de desbetreffende officier niet meer in te zetten, maar ook niet te ontslaan.
De Waffen-SS-officieren kwam ook in de Führerreserve terecht, alleen deze viel onder de verantwoording van het SS-Führungshauptamt.

## Voorbeelden van officieren in de Führerreserve
- Majoor Karl August Meinel werd op 1 augustus 1942 overgeplaatst naar de Führerreserve, omdat hij op 13 januari 1942 een kritisch rapport had ingediend bij Generaal der Infanterie Herman Reinecke over het afzonderen en executeren van Russische krijgsgevangenen in het Stalag VII-A, door de Gestapo en Sicherheitsdienst.[1]

- Georg Thomas was het hoofd van het Wehrwirtschafts- und Rüstungsamtes van het Oberkommando der Wehrmacht (OKW), en speelde een essentiële rol in het opstellen van het Hungerplan voor de bezette oostelijke gebieden. Hij werd op 20 november 1942 overgeplaatst naar de Führerreserve, waarna hij na de aanslag op Hitler op 20 juli 1944 gearresteerd werd vanwege zijn banden met het verzet.

- Kolonel-generaal Franz Halder was het hoofd van het Oberkommando des Heeres (OKH), en plande militaire operaties van 1939 tot 1941. In 1942 werd hij ontslagen en overgeplaatst naar de Führerreserve. Na de aanslag van 20 juli 1944 op Hitler kwam zijn betrokkenheid bij een samenzwering uit 1938 aan het licht, en werd hij gearresteerd en in concentratiekamp Flossenbürg gevangengezet; Amerikaanse troepen bevrijdden hem in mei 1945.

- Generaal-Veldmaarschalk Walther von Brauchitsch was in 1938 de opperbevelhebber van het leger (Oberbefehlshaber des Heeres) geworden en was van doorslaggevende betekenis in de planning van Operatie Barbarossa in 1941. Hitler ontsloeg hem op 19 december 1941 vanwege de nederlaag in de slag om Moskou en hij werd overgeplaatst naar de Führerreserve.